# Dryops subincanus
Dryops subincanus is een keversoort uit de familie ruighaarkevers (Dryopidae). De wetenschappelijke naam van de soort werd in 1890 gepubliceerd door August Ferdinand Kuwert.